# Sara Gambetta
Sara Gambetta (ur. 18 lutego 1993 w Lauterbach) – niemiecka lekkoatletka specjalizująca się w wielobojach i pchnięciu kulą.
W 2010 Niemka została wicemistrzynią świata juniorek, a rok później w Tallinnie zdobyła srebrny medal mistrzostw Europy juniorów. Brązowa medalistka konkursu pchnięcia kulą podczas młodzieżowych mistrzostw Europy (2015). Uczestniczka mistrzostw Europy w Amsterdamie (2016).
Rekordy życiowe: siedmiobój – 6108 pkt. (22 lipca 2011, Tallinn), pchnięcie kulą (stadion) – 19,08 (9 czerwca 2023, Paryż), pchnięcie kulą (hala) – 19,05 (26 lutego 2022, Lipsk).

## Osiągnięcia
| Rok  | Impreza                                 | Miejsce        | Konkurencja    | Pozycja           | Wynik     |
| ---- | --------------------------------------- | -------------- | -------------- | ----------------- | --------- |
| 2010 | Mistrzostwa świata juniorów             | Moncton        | siedmiobój     | 2. miejsce        | 5770 pkt. |
| 2011 | Mistrzostwa Europy juniorów             | Tallinn        | siedmiobój     | 2. miejsce        | 6108 pkt. |
| 2015 | Młodzieżowe mistrzostwa Europy          | Tallinn        | pchnięcie kulą | 3. miejsce        | 16,99     |
| 2015 | Światowe wojskowe igrzyska sportowe     | Mungyeong      | rzut oszczepem | 4. miejsce        | 50,06     |
| 2016 | Mistrzostwa Europy                      | Amsterdam      | pchnięcie kulą | 7. miejsce        | 17,95     |
| 2016 | Igrzyska olimpijskie                    | Rio de Janeiro | pchnięcie kulą | el. – 20. miejsce | 17,24     |
| 2017 | Superliga drużynowych mistrzostw Europy | Lille          | pchnięcie kulą | 4. miejsce        | 17,49     |
| 2017 | Mistrzostwa świata                      | Londyn         | pchnięcie kulą | el. – 13. miejsce | 17,71     |
| 2018 | Mistrzostwa Europy                      | Berlin         | pchnięcie kulą | 5. miejsce        | 18,13     |
| 2019 | Halowe mistrzostwa Europy               | Glasgow        | pchnięcie kulą | 7. miejsce        | 17,60     |
| 2019 | Mistrzostwa świata                      | Doha           | pchnięcie kulą | el. – 13. miejsce | 18,01     |
| 2021 | Halowe mistrzostwa Europy               | Toruń          | pchnięcie kulą | 6. miejsce        | 18,34     |
| 2021 | Puchar Europy w rzutach                 | Split          | pchnięcie kulą | 1. miejsce        | 18,86     |
| 2021 | Superliga drużynowych mistrzostw Europy | Chorzów        | pchnięcie kulą | 1. miejsce        | 18,75     |
| 2021 | Igrzyska olimpijskie                    | Tokio          | pchnięcie kulą | 8. miejsce        | 18,88     |
| 2022 | Halowe mistrzostwa świata               | Belgrad        | pchnięcie kulą | 9. miejsce        | 18,17     |
| 2022 | Mistrzostwa Europy                      | Monachium      | pchnięcie kulą | 5. miejsce        | 18,48     |
| 2023 | Halowe mistrzostwa Europy               | Stambuł        | pchnięcie kulą | 2. miejsce        | 18,83     |
| 2023 | Mistrzostwa świata                      | Budapeszt      | pchnięcie kulą | 12. miejsce       | 18,71     |